# Can Planella
Can Planella és un mas abandonat que pertany al veïnat de les Masies de Sant Amanç, a la vila d'Anglès, comarca de la Selva.

## Situació
Aquesta edificació es troba a 440 metres sobre el nivell del mar, enclavada al final del Bosc de Terra Blanca, prop de Can Garriga, quasi al límit sud del terme municipal a tocar del de Brunyola i Sant Martí Sapresa.

## Ús actual
Tot i que els darrers habitants abandonaren el mas a mitjan segle xx, actualment el seu estat és ruïnós, quasi desaparegut, conservant-se'n només les parets exteriors.

## Història
Les primeres mencions que es tenen de la casa daten del fogatge de 1497. En el fogatge de 1553 es menciona explícitament "Planella de Sant Amanç".